# Anna Werner
Anna Brita Werner Olofsdotter Paulsson, född 30 januari 1877 i Åsen, Hammerdals församling, Jämtlands län, död 1959, Engelbrekts församling, Stockholm var en kulturhistorisk forskare och skribent. 

## Biografi
Anna Werner bidrog med många noggrant genomarbetade artiklar i årsböcker och tidskrifter, särskilt i Jämten där hon regelbundet publicerade essäer och kulturteckningar. Hennes arbete byggde på omfattande studier i arkiv och bibliotek, och hon täckte ett brett spektrum av ämnen inom Jämtlands historia.
Tillsammans med Per Vilhelm Enström skrev hon person- och kulturkrönikan i "Östersunds historia", del II som täcker tiden 1863–1936, utgiven i Östersund 1936. Anna bidrog även med hundratals kulturartiklar i Östersunds-Posten och skrev några artiklar i årsboken Gamla Östersund.
År 1902 gifte hon sig med grosshandlaren Jonas Olof Werner och de fick två söner, Nils Erik Magnus Gunnar och en till.